# Рухова уява
Рухова́ уя́ва — це ментальний процес, під час якого людина імітує чи повторює певний рух. Він широко використовується для спортивної підготовки як ментальна практика руху, для неврологічної реабілітації, а також для досліджень структури несвідомих процесів, які передують виконанню руху, зокрема у когнітивній нейробіології. 

## Визначення
Рухова уява може бути визначена як динамічний стан, протягом якого людина подумки імітує певний рух. При цьому вона відчуває його виконання. У спортивних психологів це явище називається внутрішньою уявою.

## Ментальна практика руху
Ментальна практика руху посилається на використання зорово-моторної уяви з метою вдосконалення рухової поведінки. Зорово-моторна уява полягає у використанні своєї уяви для імітування руху. Такі прийоми широко використовуються для покращення спортивних результатів.

### У спорті
Ментальна практика часто використовується спортсменами і тренерами, щоб підвищити продуктивність.

### При руховому дефіциті
Ментальна практика руху була використана для відновлення рухової активності при різних неврологічних розладах. Також вона використовується щоб покращити тримання рівноваги у літніх людей і людей із розсіяним склерозом. Ментальна практика часто використовується в поєднанні з реальною практикою для реабілітації рухового дефіциту у людей, які пережили суб-гострий інсульт.  Дослідження також показали поліпшення в силі та функціональності використання верхніх і нижніх кінцівок при хронічному інсульті.

## Функціональна еквівалентність рухової підготовки і рухової уяви
Рухова уява була вивчена за допомогою класичних методів інтроспекції та психічної хронометрії. Ці методи показали, що рухова уява зберігає багато властивостей з точки зору часових закономірностей, програмування правил і біомеханічних обмежень, які спостерігаються у відповідності до реальних рухів, коли справа доходить до їх виконання. Наприклад, в експерименті учасники повинні були подумки пройти через ворота певної ширини, розташовані на різних відстанях. Ворота були представлені учасникам у вигляді 3-D зображення в шоломі віртуальної реальності, який не калібрується зовнішніми сигналами і не дає змоги людині спиратися на вже відоме середовище. Учасникам потрібно було вказати час, коли вони почали йти, і час, через який вони пройшли через ворота. Було встановлено, що час такої ментальної прогулянки зростає при збільшенні відстані між воротами і зменшенні їх ширини. Таким чином, проходження подумки через розміщені на одній відстані вузькі ворота забирало більше часу, ніж через великі.  Це відкриття дозволило нейрофізіологам Марку Жаннероду (Marc Jeannerod) і Жану Десеті (Jean Decety) припустити, що існує схожість між ментальними станами моделювання дій і їх виконання.  Функціональна еквівалентність між дією і уявою включає не лише рухи. Наприклад, подібні кіркові мережі є посередником між музичною уявою і виконанням музики в піаністів. 

## Нейрофізіологічні механізми
Велика кількість функціональних нейровізуалізаційних досліджень показали, що рухова уява пов'язана з активацією  конкретних нейронних ланцюгів, що беруть участь в ранньому етапі контролю руху (програмування руху). Ці ланцюги включають в себе додаткову рухову зону, первинну моторну кору, нижню тім'яну кору, базальні ганглії і мозочок.  Такі фізіологічні дані є основою для розуміння загальних нейронних механізмів уяви і рухової підготовки.
Вимірювання серцевої і дихальної діяльності під час рухової уяви і під час фактичного виконання руху показали коваріацію  ЧСС і легеневої вентиляції зі ступенем уявних зусиль.  Рухова уява активізує рухові шляхи. М'язова активність часто зростає  під час рухової уяви, порівняно зі спокійним станом. У такому випадку ЕМГ (електроміограма) показує, що активність м'язів, які беруть участь у ментальній дії, обмежена і, як правило, пропорційна величині уявних зусиль.

## Вплив рухової уяви
Рухова уява в даний час широко використовується як техніка покращення запам'ятовуання рухів, а також для поліпшення неврологічної реабілітації у пацієнтів після інсульту. Його ефективність була продемонстрована в музикантів. 
- На запам'ятовування рухів: рухова уява є загальноприйнятою процедурою при підготовці спортсменів. Така техніка, як правило, включає періоди розігріву, розслаблення і концентрації, а потім уявного моделювання конкретного руху. [20]

- У неврологічній реабілітації: існує кілька доказів того, що рухова уява забезпечує додаткові переваги до звичайної фізіотерапії або професійної терапії [21] Тим не менш, нещодавній систематичний огляд показує, що лише один з них підтверджуює додаткову перевагу рухової уяви в порівнянні з тільки звичайною фізіотерапією у пацієнтів, які пережили інсульт. [22] Дослідники дійшли висновку, що рухова уява є лише легким для вивчення і застосування методом лікування, використання якого не є ні фізично виснажливим, ні шкідливим. Тому рухова уява може надавати додаткові переваги для пацієнтів.

## Моделювання і розуміння ментальних станів
Рухова уява близька до ідеї моделювання, яка використовується в когнітивній та соціальній нейробіології для пояснення різних процесів. Людина, яка застосовує моделювання може відновити зі свого власного минулого досвіду приємні, мотиваційні або строго інформаційні моменти. Таку думку чітко описав шведський фізіолог Хесслоу (Hesslow).  На його думку, гіпотеза моделювання стверджує, що мислення складається з модельованої взаємодії з навколишнім середовищем, і будується на наступних трьох основних припущеннях:
1. Моделювання рухів: ми можемо активувати рухові структури мозку таким чином, який нагадує діяльність під час реальних рухів, але не викликає жодних явних рухів;
2. Моделювання сприйняття: уявляння сприйняття чогось, по суті, таке ж саме, як і його сприймання насправді, однак сприймальна діяльність генерується самим мозком, а не зовнішніми подразниками;
3. Очікування: існують асоціативні механізми, що задіюють як поведінкову і сприймальну діяльності, щоб виявити іншу сприймальну діяльність в сенсорних областях мозку. Найголовніше те, що імітація рухів може викликати сприймальну діяльності, схожу на діяльність, яка мала б місце при справжньому виконанні руху.

Ментальна симуляція також може бути репрезентативним інструментом для розуміння себе та інших. Філософія свідомості та психології розвитку також будується на моделюванні, щоб зрозуміти психічні стани (наміри, бажання, почуття і переконання) інших (так звана теорія психічних станів людини). У цьому контексті, основною ідеєю моделювання є те, що той, хто визначає ментальний стан, намагається імітувати розумову діяльність того, чий стан визначається, використовуючи його власні психологічні ресурси.  Для того, щоб зрозуміти психічний стан іншої людини при спостереженні її дій, людина уявляє як вона сама виконує ту ж дію, тобто моделює її, що не призводять до відкритої поведінки. Одним з найважливіших аспектів теорії моделювання є ідея, що, намагаючись визначити ментальні стани інших людей, той, хто визначає повинен відкласти свої власні поточні психічні стани і замінити їх на стани того, у кого він визначає. 

## Рекомендована література
- Decety, J., & Stevens, J. (2009). Action representation and its role in social interaction. In K.D. Markman, W.M.P. Klein & J.A. Suhr (Eds.). The Handbook of Imagination and Mental Simulation. New York: Psychology Press.
- Decety, J., & Grezes, J. (2006). The power of simulation: Imagining one's own and other's behavior. Brain Research, 1079, 4-14.
- Jeannerod, M. (1997). The Cognitive Neuroscience of Action. Wiley-Blackwell.
- Morsella, E., Bargh, J.A., & Gollwitzer, P.M. (Eds.) (2009). Oxford Handbook of Human Action. New York: Oxford University Press.